# Alfabet ranjana

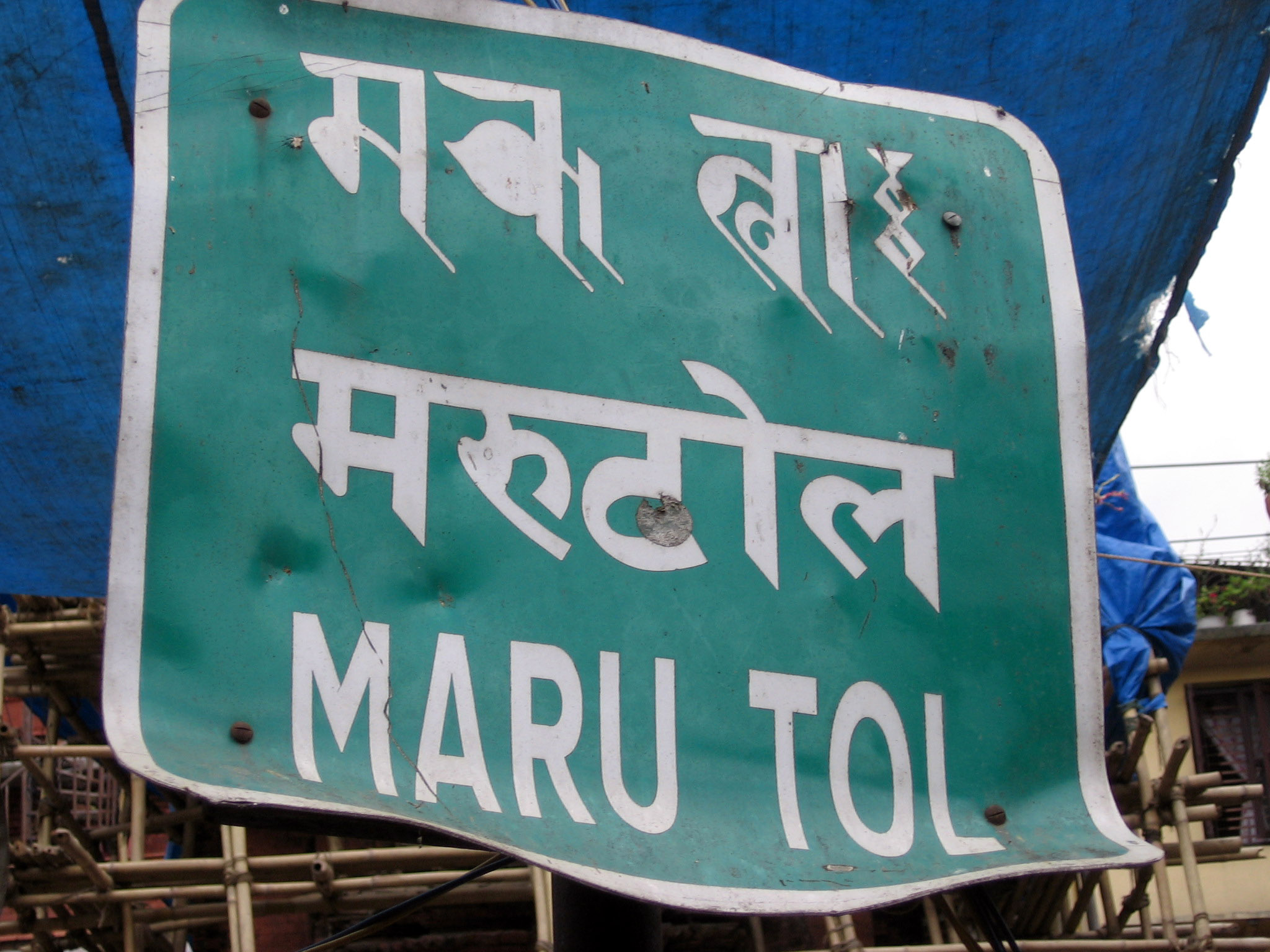
Cartell al carrer a Katmandú en alfabet ranjana, devanagari i alfabet llatí.

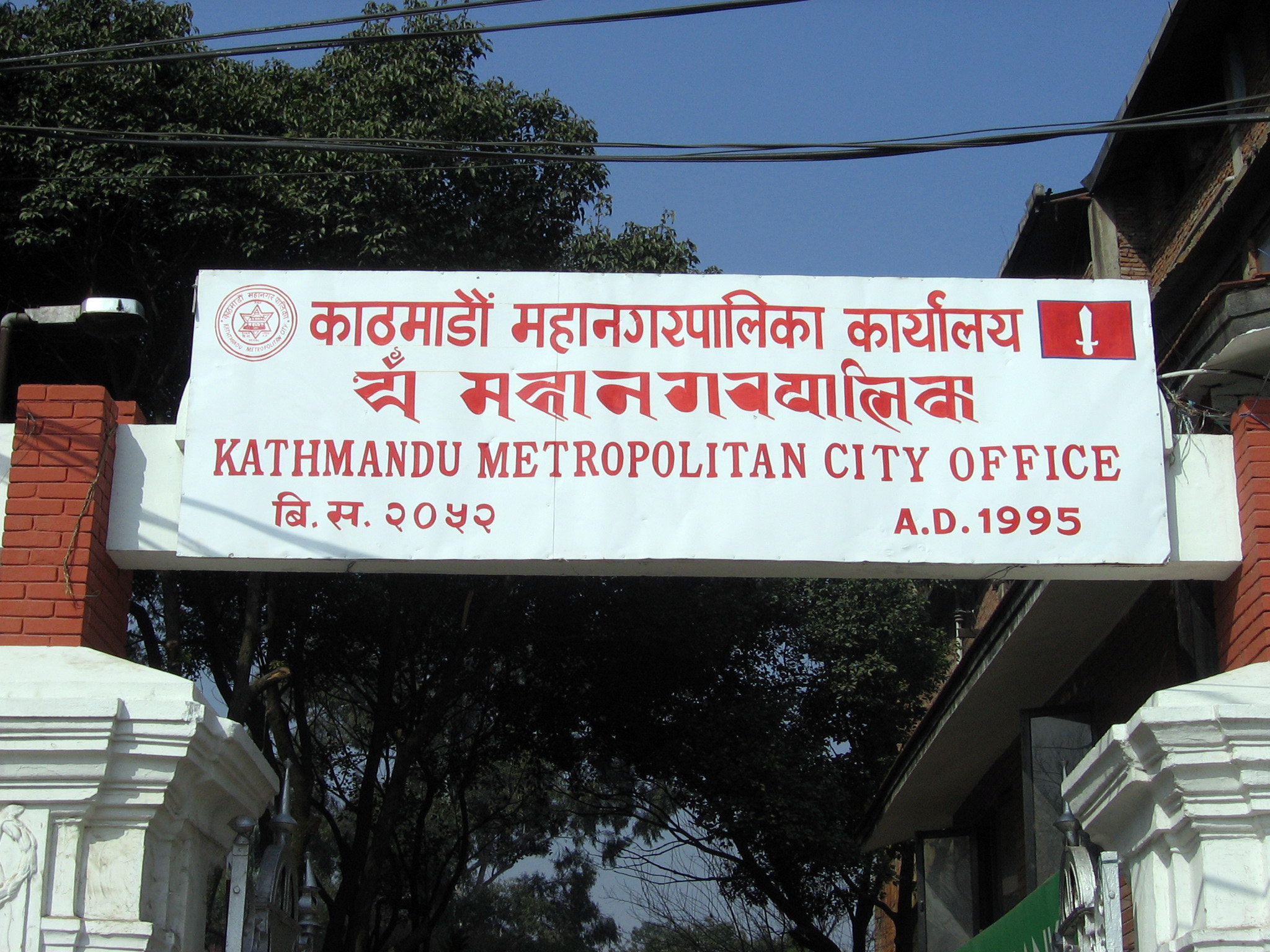
Rètol de l'Oficina de la Ciutat Metropolitana de Katmandú en devanagari, ranjana (segona fila) i anglès.

L'alfabet ranjana és un sistema d'escriptura abugida que es va desenvolupar en el segle xi al Nepal i es va utilitzar fins a mitjan segle XX per l'ètnia de Newar (o Nepal Bhasa), els habitants històrics de la vall de Katmandú, per escriure sànscrit, tibetà i newarès. Actualment també s'utilitza encara en monestirs budistes de l'Índia, Xina, especialment en àrees budistes tibetanes a la Regió Autònoma del Tibet, Sichuan, Yunnan, Qinghai i Gansu, Mongòlia, i Japó. Normalment s'escriu d'esquerra a dreta però la forma Kutakshar s'escriu de dalt a baix. A més, també es considera l'escriptura cal·ligràfica nepalesa estàndard.

## Desenvolupament
El ranjana és una escriptura Brahmi i té algunes semblances amb el Devanagari del subcontinent indi, notablement al Nepal i al nord de l'India. Aquest alfabet també s'utilitza en la majoria de monestirs Mahayana i Vajrayana. Juntament amb l'alfabet prachalit del Nepal, és considerat un dels sistemes d'escriptura del Nepal.
Un exemple destacat de les primeres mostres de l'escriptura ranjana és el Sutra Astasahasrika Prajnaparamita, escrit amb tinta d'or per Bhiksu Ananda de Kapitanagar, que data de l'any 345 del calendari lunar nepalès Nepal Sambat (1215 dC).

## Alfabet

### Vocals

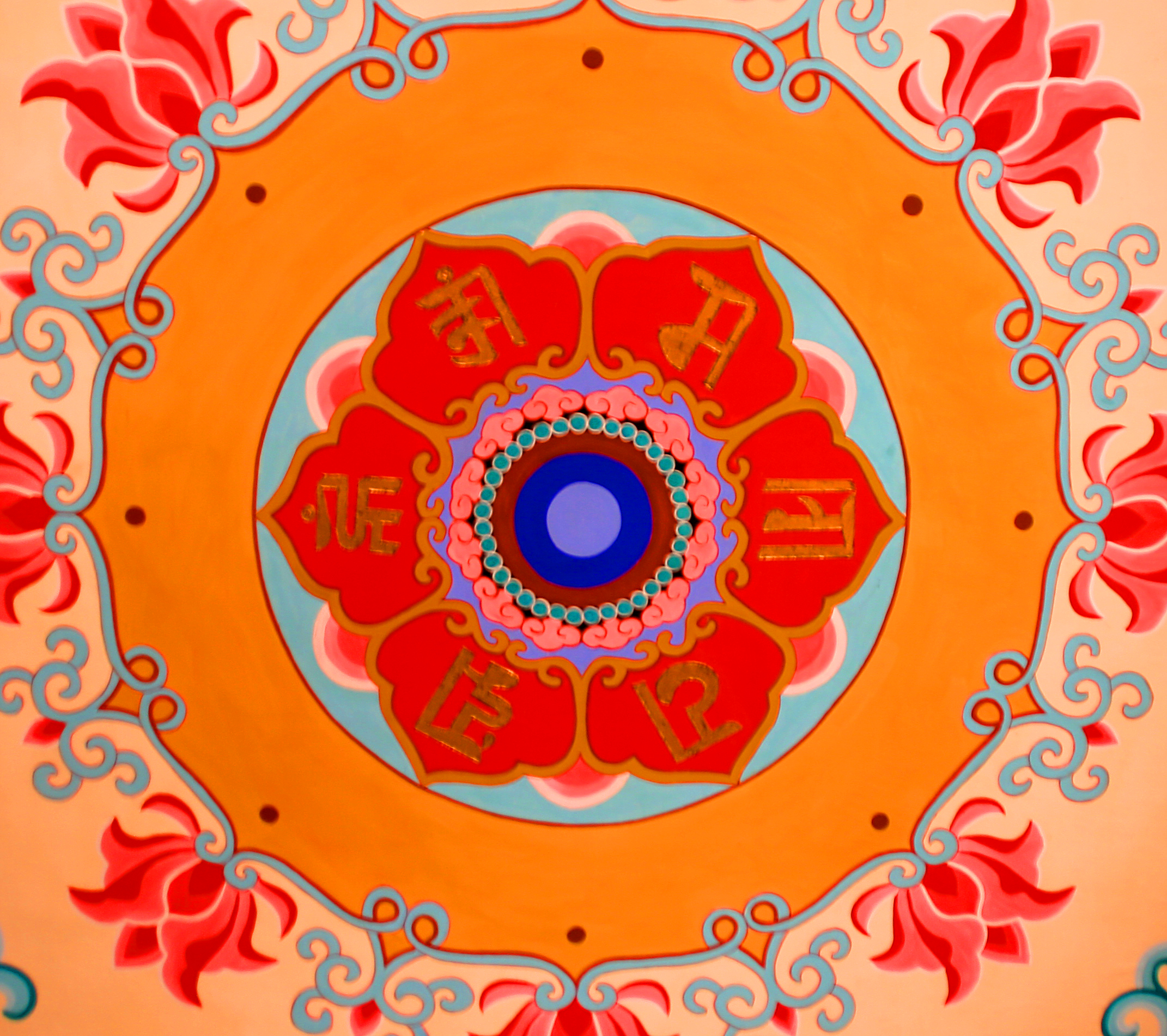
Mantra en alfabet ranjana, en el sostre d'un temple budista a Tianjin, Xina.

| a अ | aḥ अः | ā आ | āḥ आः | i इ | ī ई  | u उ | ū ऊ  | ṛ ऋ   | ṝ ॠ   |       |
| ḷ ऌ | ḹ ॡ  | e ए | ai ऐ | o ओ | au औ | å अँ | aṃ अं | aj अय् | āj आय् | ej एय् |

### Consonants
| k क | kh ख | g ग | gh घ | ṅ ङ |
| c च | ch छ | j ज | jh झ | ñ ञ |
| ṭ ट | ṭh ठ | ḍ ड | ḍh ढ | ṇ ण |
| t त | th थ | d द | dh ध | n न |
| p प | ph फ | b ब | bh भ | m म |
| i य | r र  | l ल | v व  |     |
| ś श | ṣ ष  | s स | h ह  |     |

| kṣ क्ष | tr त्र | jñ ज्ञ |

### Diacrítics vocàlics

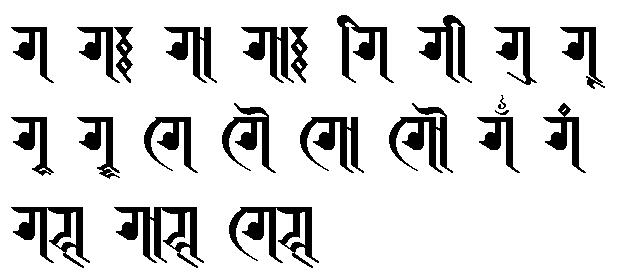
Diacrítics vocàlics del Ranjana per a la lletra 'ग'.

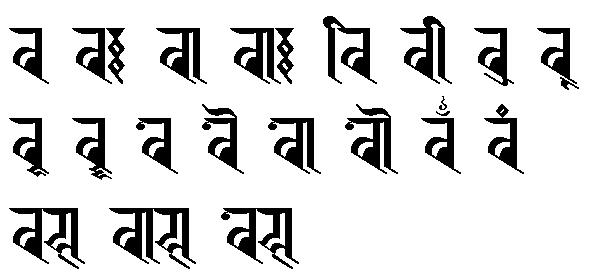
Diacrítics vocàlics del Ranjana per a la lletra 'ब'

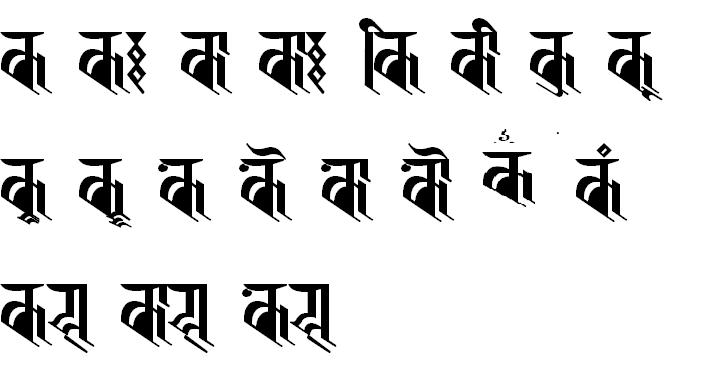
Diacrítics vocàlics del Ranjana per a la lletra 'क'.

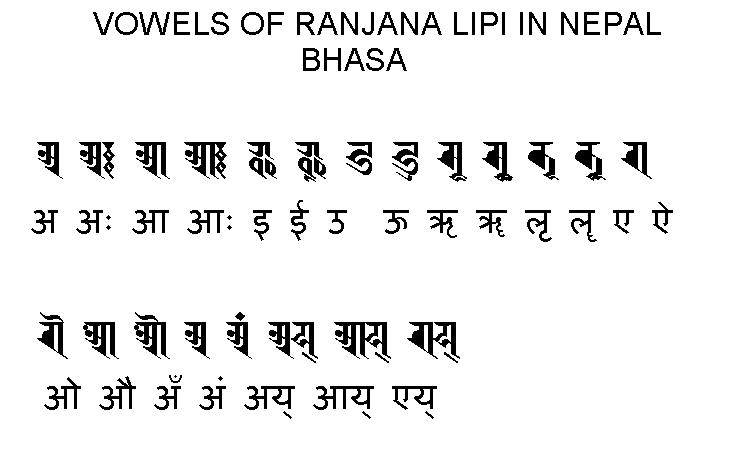

Hi ha tres regles per als diacrítics vocàlics en l'escriptura ranjana, segons si segueixen el model de क, ग i ब .
- ख, ञ,ठ,ण,थ,ध,श segueixen el model de ग
- घ,ङ,च,छ,झ,ट,ड,ढ,त,द,न,न्ह,प,फ,ब,भ,म,य,र,ह्र,ल,ल्ह,व,व्ह,ष,स,ह,त्र segueixen el model de ब
- ज,म्ह,ह्य,क्ष, ज्ञ segueixen el model de क

### Nombres
| 0 ० | 1 १ | 2 २ | 3 ३ | 4 ४ | 5 ५ | 6 ६ | 7 ७ | 8 ८ | 9 ९ |

## Ús

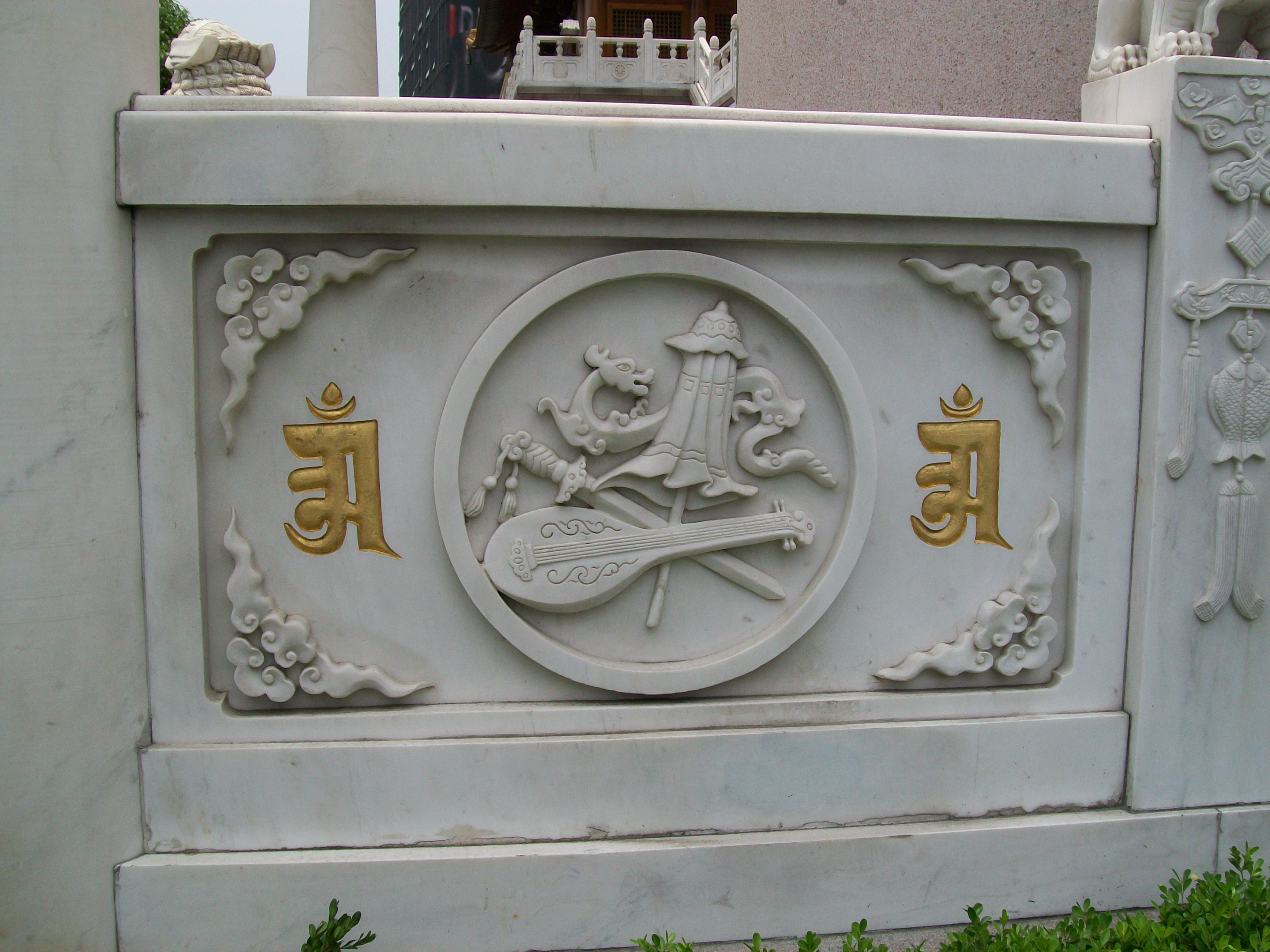
Síl·labes "Oṃ" en alfabet ranjana, que flanquegen els instruments dels Quatre Reis Celestials. Temple Jing'an, Xangai, Xina.

L'alfabet ranjana és el sistema d'escriptura utilitzat majoritàriament per la comunitat newar per imprimir escriptures religioses de l'hinduisme i el budisme i literatura en sànscrit. També s'utilitza actualment en documents d'elevat nivell de formalitat (com invitacions de casament, certificats, etc) al Nepal, en llengua newar i en títols de llibres en llengua newar. És ben conegut que les tradicions budistes de Mahayana i Vajrayana utilitzen l'alfabet ranjana per escriure diversos mantres, entre els quals el mantra "Om mani padme hum" d'Avalokiteśvara, el mantra de Tara: "Om tare tuttare ture svaha", i el mantra de Manjusri: "Om ara pa cana dhi." També s'utilitza l'alfabet ranjana en escriptures de l'hinduisme.
En budisme xinès i altres budismes de l'extrem orient, l'escriptura estàndard en sànscrit per als mantres i daranis no era l'alfabet ranjana, sinó el més antic alfabet siddham que es va estendre àmpliament per la Xina durant la dinastia Tang. Tanmateix, a la Xina Imperial tardana, la influència del budisme tibetà va popularitzar també l'alfabet ranjana, de manera que aquest sistema d'escriptura es troba també per tot l'extrem orient, tot i que no és tan comú com el siddham.

## Lanydza
Al Tibet hom es referia a aquest sistema d'escriptura amb el nom de lanydza (transliterat també com a lanja, landzha, lantsa...) tot i que en realitat és una escriptura lleugerament diferent de l'estàndard ranjana. Al Tibet se sol utilitzar la variant lanydza per escriure textos originals en sànscrit. Alguns exemples d'aquests textos són el Mañjuśrīnāmasamgīti, el sutra del diamant i el sutra aṣṭtanāhasrikā Prajñāpāramitā. L'escriptura lanydza es pot trobar també en manuscrits i en edicions impreses d'alguns diccionaris sànscrit-tibetà com el Mahāvyutpatti.
Tanmateix, l'ús més freqüent de l'escriptura lanydza actualment és en els títols de les pàgines de textos tibetans, en què el títol en sànscrit sovint s'escriu en Lanydza, seguit d'una transliteració i d'un traducció en alfabet tibetà. D'altra banda, també s'utilitza ornamentalment en parets de temples, a l'exterior de rodes d'oració, i en dibuixos de mandales.

## Monograma (Kutākshar)
Kutākshar és un monograma de l'escriptura ranjana. És l'únic de l'escriptura nepalesa que es pot escriure com a monograma.

## Des del segle XX fins al Nepal actual
Després d'haver caigut en desús a mitjan segle xx, l'ús de l'alfabet ranjana ha augmentat substancialment. Recentment l'utlilitzenmolts governs locals com el de la Ciutat Metropolitana de Katmandú, Lalitpur a l'entorn submetropolità, els municipis de Bhaktapur, Thimi, Kirtipur, Banepa, en cartells, bans, anuncis i similars. A la vall de Katamndú hi ha programes per promoure l'ús de l'alfabet ranjana i cursets per difondre i conservar la llengua. El guió està sent aprovat El moviment Nepal Bhasa promou l'ús d'aquest sistema d'escriptura i l'utilitzen diversos diaris i pàgines web.
Hi ha un projecte nepalès-alemany per a la conservació dels manuscrits en ranjana.
S'ha proposat un bloc Unicode per a l'alfabet ranjana, per Evertype.

## Galeria

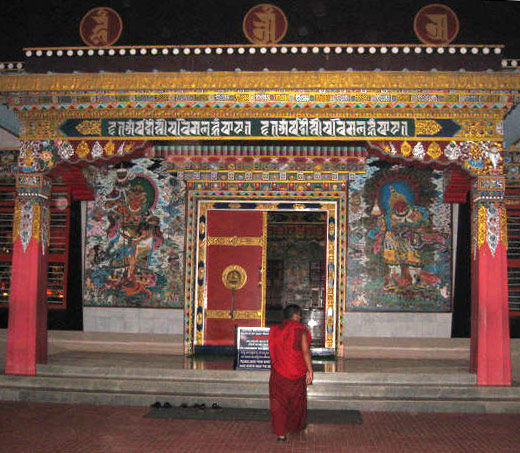
Nyingma Temple budista tibetà amb ús ornamental de d'alfabet Lanydza, variant de ranjana.
Mantra Vajra Guru en la variant Lanydza de l'alfabet ranjana i en alfabet tibetà.
Mantra de Tara en la variant Lanydza de ranjana i en alfabet tibetà.
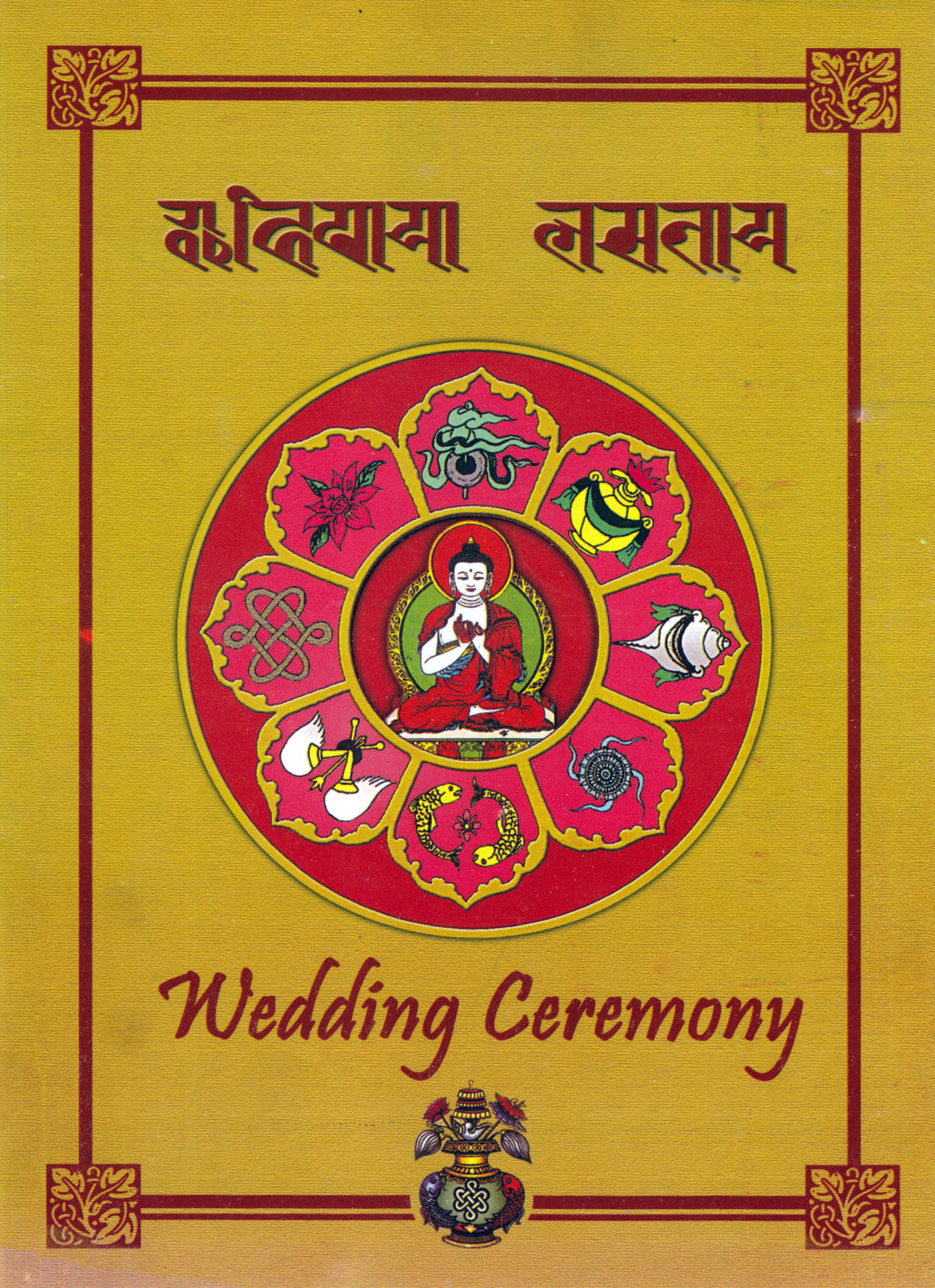
Carta d'invitació a un casament.
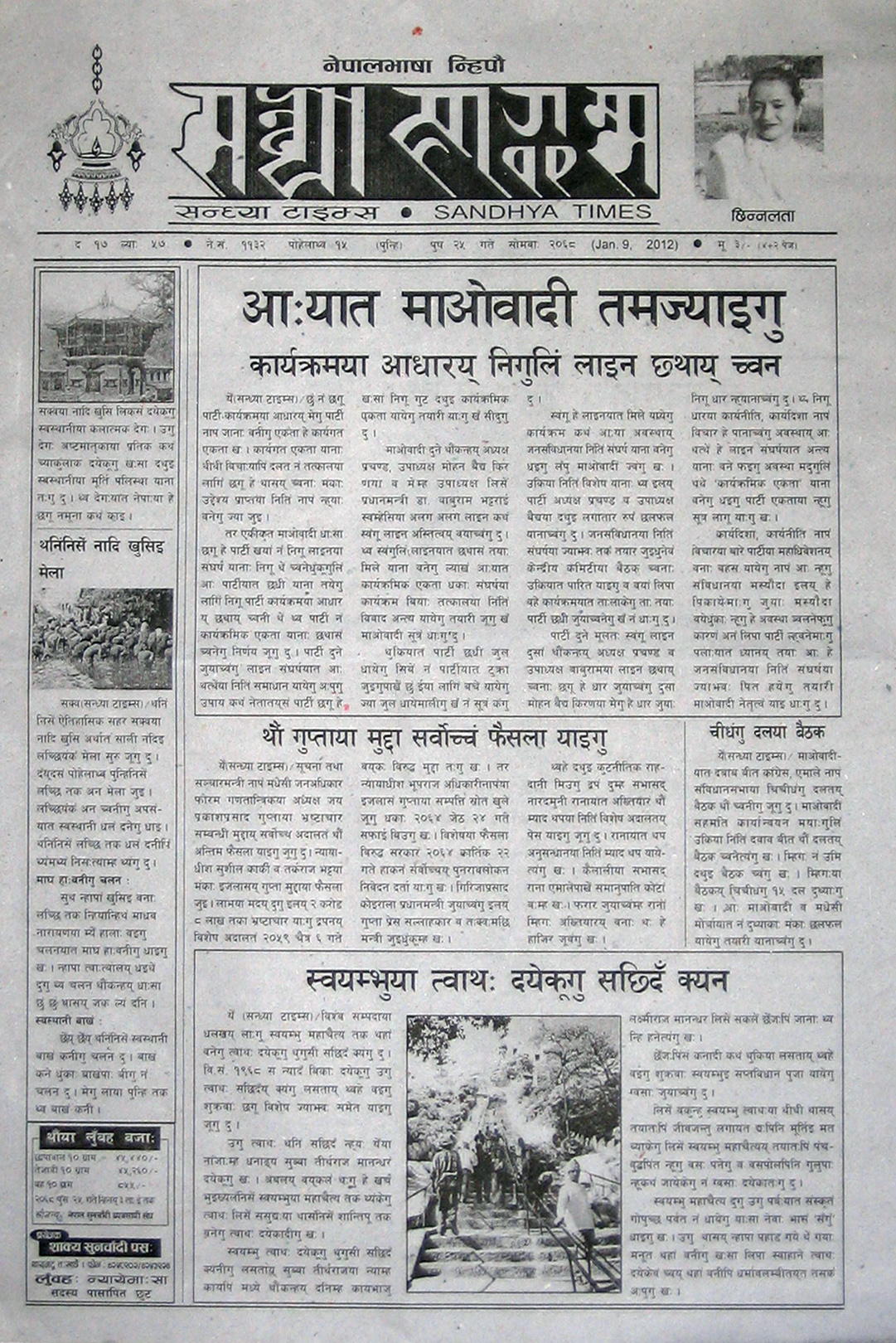
Diari Sandhya Times.
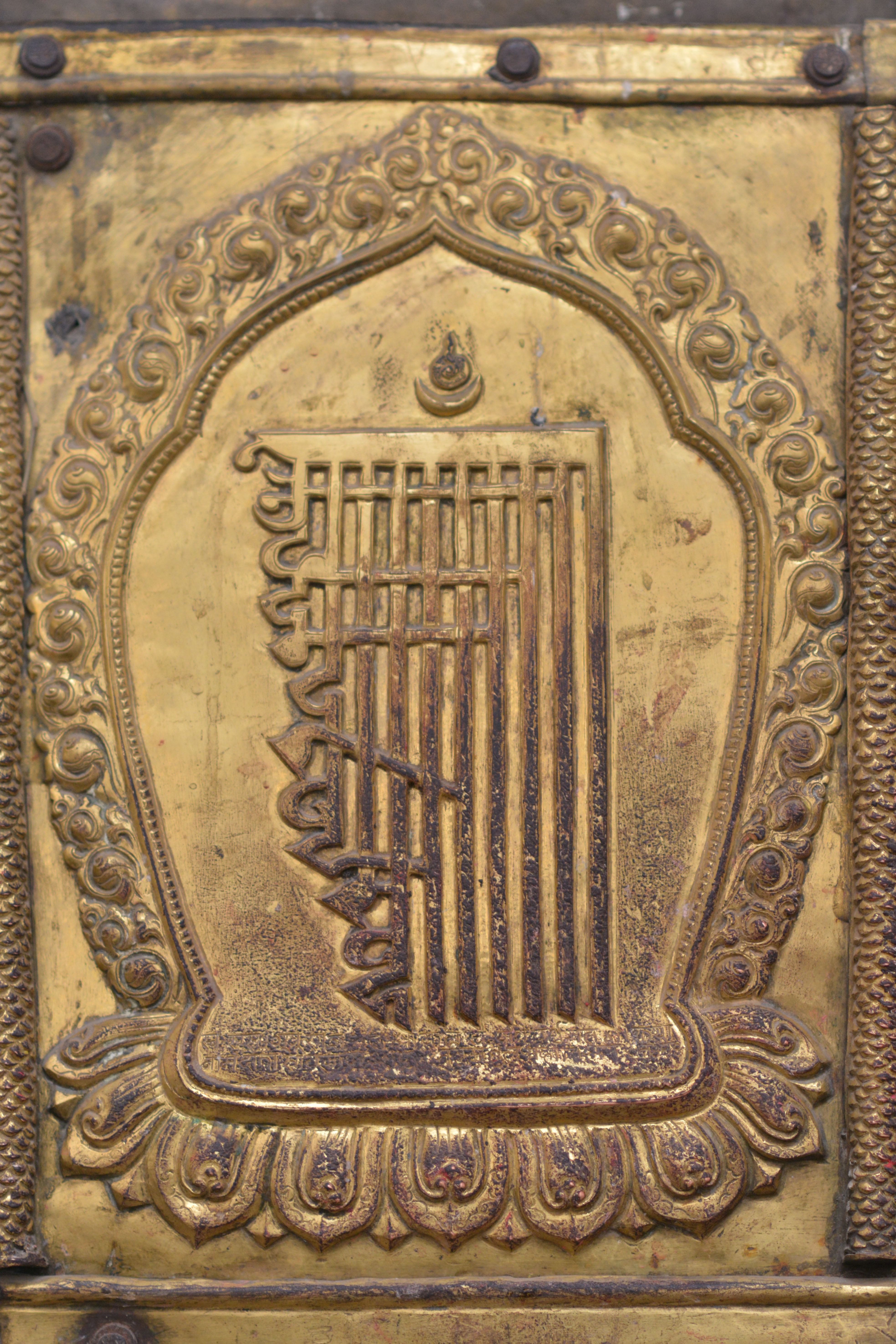
Un monograma Kutākshar a la façana de Jana bahal.